# Badakhshan (provins)
Denna artikel behandlar provinsen i Afghanistan. För provinsen i Tadzjikistan, se Gorno-Badachsjan.
Badakhshan (persiska: بدخشان)  är en provins i nordöstra Afghanistan och är belägen mellan Hindukush och Amu-Darja. Den är en del av området Badakhshan i gränslandet mellan Afghanistan och Tadzjikistan, av vilket den största delen upptas av Gorno-Badachsjan. Folkmängden uppgår till cirka 900 000 invånare. Den största etniska gruppen är tadzjiker men även uzbeker, hazarer, pashtuner och några andra mindre grupper lever i provinsen.
Burhanuddin Rabbani (Afghanistans president 1992-1996, samt 2001) kom från provinsen.
Marco Polo (1254-1324) beskriver Badakhshan i sin reseberättelse:
| ”            | [..] I landet Balasjan är invånarna av muhammedansk trosbekännelse. Det är ett vidsträckt konungarike och behärskas av furstar i ärftlig följd. De härstammar alla från Alexander och är en dotter till darius, konungen av Persien. Alla dessa har burit titeln zulkarner, vilket betyder Alexander. I detta landet finner man ädelstenar som kallas balansrubiner och som är mycket kostbara och av hög kvalitet. De förekommer i de höga bergen men söks endast i ett av dessa vid namn Sikinan. Där låter konungen gräva gruvor alldeles som för guld och silver, och det är endast genom dessa gångar man finner dem. [...] | „ |
| – Marco Polo | |   |

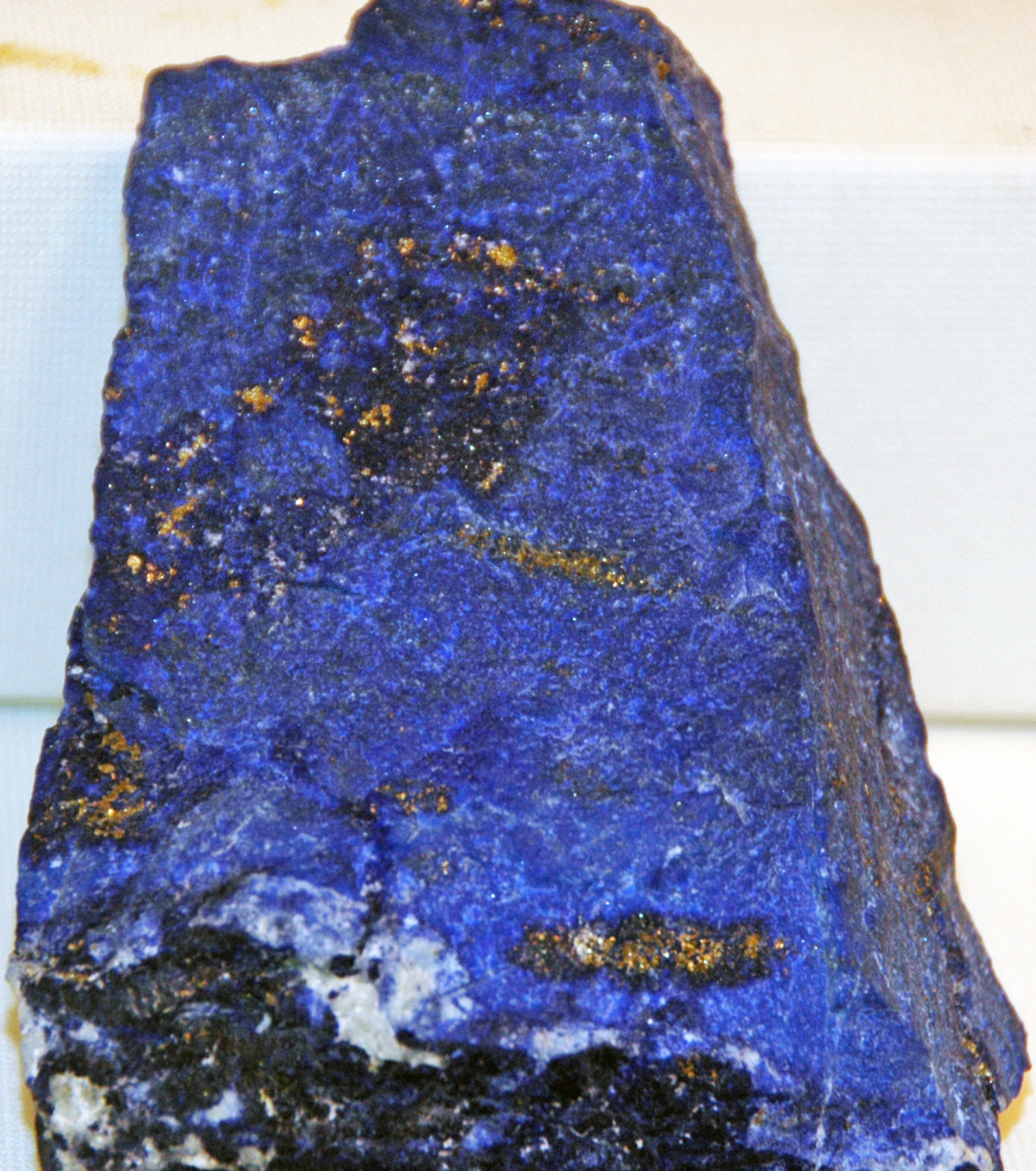
Lapis lazuli från Sary-Sangfyndigheten i Badakhshan.

Afghanistan är världsledare på mineralen lapis lazuli från Sary-Sanggruvan i Badakhshan. I Badakhshan bryts även mineralen spinell och stenar från Badakhshan tros finnas i Storbritanniens riksregalier.

## Administrativ indelning
Badakshan hade 28 distrikt år 2012.
- Arghanj Khwah
- Argo
- Baharak
- Darayim
- Darwaz-e Bala
- Darwaz-e Payin
- Feyzabad
- Ishkashim
- Jurm
- Khash
- Khwahan
- Kishim
- Kohistan
- Kuf Ab
- Kuran wa Munjan
- Raghistan
- Shahr-e Buzurg
- Shignan
- Shikay
- Shuhada
- Tagab
- Tishkan
- Wakhan
- Warduj
- Yaftal-e Sufla
- Yamgan
- Yawan
- Zebak